# Biblia anotada de Scofield

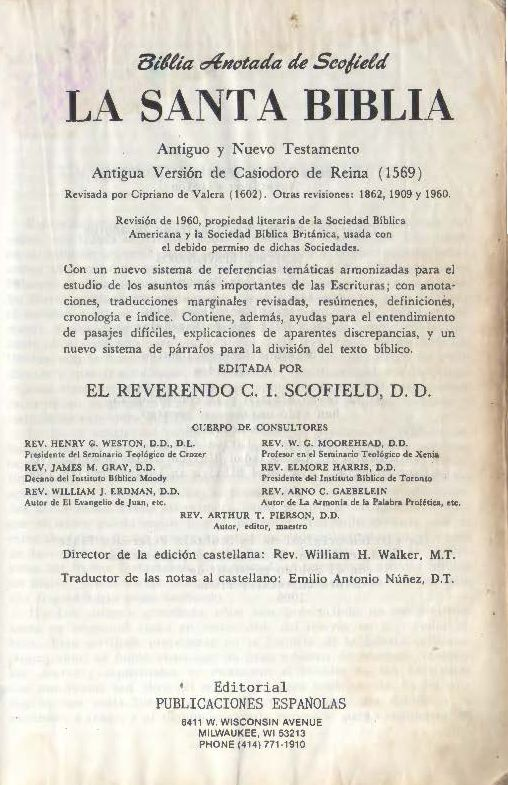
Portada de la traducción española de la Biblia anotada de Scofield.

La Biblia anotada de Scofield es una edición de la Biblia protestante acompañada por comentarios redactados por Cyrus I. Scofield (ayudado por Arno C. Gaebelein) en base a una teología dispensacionalista. 
Fue publicada por vez primera por Oxford University Press en 1909, usando para el texto principal de la Biblia el de la Biblia del rey Jacobo. El propio Scofield se encargó de preparar una nueva edición revisada en 1917. Posteriormente se publicaron traducciones al español, al francés y a otros idiomas.

## Contenido e influencia
La Biblia de Scofield tuvo como característica innovadora sus comentarios, que acompañaban al propio texto bíblico en vez de aparecer al final o aparte. Esto no se había hecho así desde la Biblia de Ginebra de 1560. Proponía así mismo referencias a otros versículos que, según Scofield, estaban relacionados con cada texto y, a partir de la edición de 1917, una cronología bíblica. Esta última popularizó la teoría del arzobispo James Ussher sobre la fecha de la Creación, que calculó en el año 4004 a. C.
La Biblia de Scofield promueve la doctrina evangélica del dispensacionalismo, que es la creencia de que entre la Creación y el juicio final habría siete eras ("dispensaciones") distintas de los tratos de Dios con el hombre, y que estas épocas son un marco para sistematizar el mensaje de la Biblia, la cual interpretan literalmente. También sostiene que el pueblo judío y la Iglesia cristiana no forman un único pueblo de Dios, sino dos pueblos con profecías, promesas y destinos diferentes.
Las notas de Scofield tuvieron gran influencia entre los cristianos fundamentalistas de los Estados Unidos y de América en general. En particular, las del libro del Apocalipsis fueron una fuente importante para los distintos horarios, juicios y plagas elaborados por escritores bíblicos populares, tales como Hal Lindsey, Edgar C. Whisenant, y Tim LaHaye,.La popularidad de la Biblia de Scofield es uno de los motivos por los que los fundamentalistas norteamericanos del siglo XX pusieron mucho énfasis en la especulación escatológica. 
Los oponentes del fundamentalismo bíblico critican a la Biblia de Scofield por su pretensión de autoridad total en la interpretación bíblica, ya que consideran que resta importancia a las contradicciones bíblicas, y por su enfoque enfático en la escatología.La presentación de los comentarios directamente junto al texto bíblico ha llevado a muchos lectores a confundir ambos, otorgando el rango de palabra divina a las opiniones de Scofield.
La primera edición de la Biblia de Scofield vio la luz sólo unos pocos años antes de la Primera Guerra Mundial, la cual destruyó el optimismo cultural de pre-guerra sobre una nueva era de paz y prosperidad. Unas décadas después llegó la Segunda Guerra Mundial y tras ella la creación de Israel, un estado judío que Scofield habría profetizado según sus partidarios. "A nivel popular, sobre todo, muchas personas llegaron a considerar el esquema dispensacionalista como completamente real".Entre las figuras religiosas estadounidenses influenciadas por la Biblia de Scofield se cuentan John MacArthur, John Hagee, Charles Stanley  y Jerry Falwell.
La Biblia de Scofield ha jugado un papel importante en la formación y difusión de la ideología del sionismo cristiano. Scofield creía que, antes de la séptima dispensación, el pueblo judío debía hacerse soberano en Jerusalén y el resto de Palestina. Arno C. Gaebelein, coeditor de la Biblia de Scofield, celebró la toma de Jerusalén por los británicos en 1917 como el cumplimiento de la profecía bíblica y de la voluntad divina. El sesgo sionista de la Biblia de Scofield fue acentuado en las ediciones realizadas por Oxford University Press tras la muerte de Scoffield.
Otros sesgos de la Biblia de Scofield son su hostilidad al catolicismo (por ejemplo, en el Apocalipsis Scofield identifica a la Ramera de Babilonia con la iglesia católica)y su racismo, ya que afirma que los negros deben servir a los blancos.

## Ediciones posteriores y traducciones
Las ventas de la Biblia anotada de Scofield superaron los dos millones de copias a finales de la Segunda Guerra Mundial.Se realizaron traducciones al francés, al alemán, al español y al portugués. La edición francesa publicada por la Sociedad Bíblica de Ginebra se imprime con una versión revisada de la traducción de la Biblia de Louis Segond, que incluye notas adicionales editadas por un comité francófono. La traducción al español fue obra de Emilio Antonio Núñez, bajo supervisión de William H. Walker, cuyas notas acompañan el texto de la Biblia Reina-Valera. La publicó Ediciones Españolas.
En 1967, la editorial de la Universidad de Oxford, publicó bajo la dirección de E. Schuyler English, una versión revisada de la Biblia de Scofield en la que omitieron, matizaron o acentuaron algunos de los principios de la teología de Scofield. Por ejemplo, en el pasaje sobre el pacto con Abraham (Génesis 12:3), Scofield había comentado que "between the natural and the spiritual posterity of Abraham, the Israelitish people and Ishmaelitish people are the former [entre la posteridad natural y la espiritual de Abraham, el pueblo israelita y el pueblo ismaelita son la primera]" pero la versión de Oxford de 1967 lo cambió a "All Jews are natural descendants of Abraham [todos los judíos son descendientes naturales de Abraham]", asimilando a los judíos actuales con los descendientes de Isaac y omitiendo a los ismaelitas.  Esta editorial sigue publicando ediciones bajo el título de Oxford Scofield Study Bible.
La Biblia anotada de Scofield sigue siendo actualmente la más vendida en Norteamérica, el Reino Unido e Irlanda.Los comentarios y notas de la versión original de Scofield se encuentran en el dominio público; no así las variantes introducidas por la editorial a partir de 1967.

## Teorías sobre la publicación de laBiblia de Scofield
Según Scofield, el dinero necesario para escribir y editar su Biblia anotada provino sobre todo de Alwayn Ball y de John T. Pirie, dos hombres acaudalados de Nueva York. Ambos eran miembros del grupo dispensacionalista de los Plymouth Brethren junto a Arno C. Gaebelein, que era quien los había presentado a Scofield.
Joseph M. Canfield especuló que el proyecto de la Biblia de Scofield fue fruto de una conspiración de millonarios judíos, principalmente Samuel Untermeyer, con los que Scofield se codeaba en el exclusivo Lotus Club neoyorquino. Investigaciones posteriores han concluido que, si bien Scofield fue miembro del Lotus en la misma época que Untermeyer, no existen pruebas de dicha conspiración.
Los historiadores se han preguntado cómo una editorial tan prestigiosa como Oxford University Press (OUP) pudo publicar una versión de la Biblia tan controvertida como la de Scofield. Según Maidhc Ó Cathail, ello se explicaría porque el editor de la OUP a cargo de la primera edición de la Biblia de Scofield, llamado Henry Frowde, era miembro de los Exclusive Brethren, que eran los evangélicos dispensacionalistas seguidores de John Nelson Darby.Los archivos de la OUP sobre las ediciones de 1909 y 1917 de la Biblia de Scofield fueron destruidos en un incendio.
Además de Scofield, en su Biblia anotada intervinieron otros cinco "editores consultores", entre los cuales figuraba Gaebelein. No consta qué papel jugaron dichos consultores.